# 紀元前229年
紀元前229年（きげんぜん229ねん）は、ローマ暦の年である。

## 他の紀年法
- 干支 : 壬申
- 日本
  - 皇紀432年
  - 孝霊天皇62年
- 中国
  - 秦 - 始皇18年
  - 楚 - 幽王9年
  - 斉 - 斉王建36年
  - 燕 - 燕王喜26年
  - 趙 - 幽繆王7年
  - 魏 - 景湣王14年
- 朝鮮 :
- ベトナム :
- 仏滅紀元 : 318年
- ユダヤ暦 :

## できごと

### ギリシア
- ローマ元老院が執政官ルキウス・ポストゥミウス・アルビヌスとグナエウス・フルウィウス・ケントゥマルスに率いられた軍をイリュリアに派遣し、第一次イリュリア戦争が勃発した。ローマ軍はギリシアのエピダムノス、アポロニア、コルシカ島、ファロス島、フヴァル島からイリュリアの守備隊を撤退させ、保護領とした。
- イリュリアのArdiaei族がローマ軍に征服された。
- マケドニア王デマティリウス2世が死に、わずか10歳の甥のアンティゴノス3世が、従兄弟で後に王となるフィリップ5世を摂政として王位を継いだ。
- ローマ帝国の拡張を懸念し、アンティゴノス3世はイリュリアとの友好政策を放棄した。
- イリュリアへのローマ帝国の侵略により、マケドニアに敵対するアエトリア同盟、アカイア同盟の国々とローマ帝国の間に友好関係ができた。これにより、イリュリアの海賊行為が抑えられた。
- シキュオンのアラトスはアルゴスをアカイア同盟に加盟させ、アテナイの解放を支援した。このため、アラトスはスパルタと敵対するようになった。

### 中国
- 秦の王翦・羌瘣・楊端和らが趙を攻撃し、趙の李牧と司馬尚が防戦にあたった。秦は趙の幽繆王の側近である郭開を買収して、李牧と司馬尚のことを讒言させた。幽繆王は趙葱と顔聚を派遣して李牧らに代えようとした。李牧は命を受け入れず、幽繆王は李牧を捕えて殺害し、司馬尚を免職させた。王翦は趙軍を撃破して、趙葱を殺害し、顔聚を敗走させ、邯鄲を包囲した。

## 誕生
- ルキウス・アエミリウス・パウルス・マケドニクス:共和政ローマの軍人、執政官、政治家（紀元前160年没）
- 胡亥:秦の第2代皇帝（紀元前207年没）

## 死去
- デメトリオス2世:マケドニア王（紀元前276年生）
- 李牧:趙の武将